# Colombe bleutée
Claravis pretiosa
Genre
Espèce
Statut de conservation UICN

 LC  : Préoccupation mineure
La Colombe bleutée (Claravis pretiosa), aussi dite Colombe cendrée, est une espèce de petites colombes du continent américain.

## Description

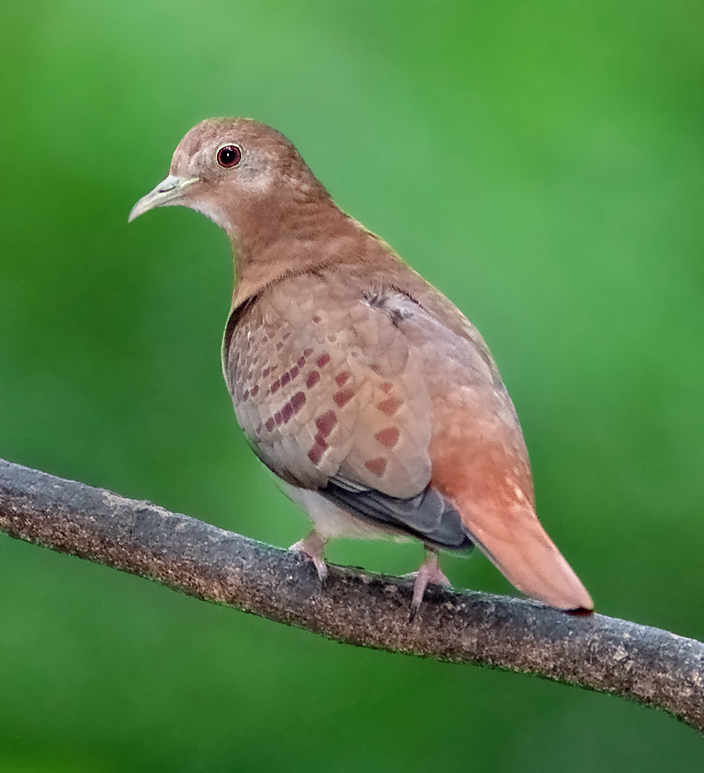
Une femelle.

La Colombe bleutée mesure 18 à 23 cm de longueur et pèse entre 50 g et 80 g.
Les mâles adultes se distinguent par une partie supérieure bleu-gris devenant gris-blanc à l'avant de la tête. Les plumes servant au vol et celles de la queue tirent sur le noir et les ailes sont marquées de noir. L'iris peut être rouge ou jaune. Le pourtour de l'œil est vert, les pattes rose chair. La femelle se distingue par un cou et une poitrine marron-gris devenant bleu-gris sur la partie inférieure des ailes et sur le ventre. Le dos brun-rouge contraste avec l'arrière et la queue châtain. Les jeunes ressemblent aux femelles, mais n'ont pas d'écaille rougeâtre sur le dos.
Le mâle peut difficilement être confondu avec d'autres espèces, mais la femelle ressemble à d'autres espèces à queue courte du genre Columbina. L'arrière châtain et l'habitat sylvestre constituent un bon indice pour l'identification. l'observation d'un couple d'oiseaux, l'un brun, l'autre bleu, volant ensemble dans les arbres permet également une identification.

## Répartition
Elle est présente du sud-est du Mexique au nord-ouest du Pérou et au nord de l'Argentine en passant par la Bolivie ainsi qu'à l'île Trinité.

## Habitat
La Colombe bleutée est courante dans les forêts peu denses, en limite de forêt, dans les clairières et au bord des routes, particulièrement dans les zones humides. Elle est présente du niveau de la mer jusqu'à 1 200 m d'altitude.

## Nidification
Elle construit un nid circulaire et fragile à partir de brindilles, placé entre 1 et 11 mètres de hauteur dans un arbre et pond deux œufs blancs.

## Comportement
La Colombe bleutée se rencontre solitaire ou en couple. Elle se nourrit essentiellement au sol, de graines et de petits insectes et avale du petit gravier.
Le chant du mâle, lancé depuis le sommet des arbres, est un fort « boup ».